# 月饼泡
月饼泡是一个位于中国黑龙江省杜尔伯特县的湖泊，面积约为30平方千米。